# آزی فید
آزی فید (انگلیسی: Azzi Fudd؛ زادهٔ ۱۱ نوامبر ۲۰۰۲) بازیکن بسکتبال اهل ایالات متحده آمریکا است.
وی در مسابقات کشوری و بین‌المللی در مجموع برندهٔ ۳ مدال طلا شده‌است.